# Camponotus conicus
Camponotus conicus är en myrart som först beskrevs av Mayr 1876.  Camponotus conicus ingår i släktet hästmyror, och familjen myror. Inga underarter finns listade.